# Baroniella collaris
Baroniella collaris là một loài thực vật có hoa trong họ La bố ma. Loài này được Jens Klackenberg mô tả khoa học đầu tiên năm 2002.

## Phân bố
Loài này đặc hữu Madagascar.